# Game & Watch
De Game & Watch-serie was een lijn die bestond uit 59 handzame, draagbare elektronische lcd-spellen oorspronkelijk ontworpen door Gunpei Yokoi en gefabriceerd door Nintendo van 1980 tot 1991. Zij bevatten elk slechts één spel dat op het lcd-scherm kon worden gespeeld naast een klok en alarmwekker.
Enkele van de beschikbare titels in de Game & Watch-serie waren Mickey Mouse, Balloon Fight en meerdere Nintendo successen waaronder Donkey Kong, The Legend Of Zelda en Mario Brothers. Het aangekondigde spel Tetris Jr. is echter nooit uitgebracht.

## Overzicht
De spelconsoles uit de Game & Watch-serie waren kleine draagbare apparaten met een vrij simplistische knoppenlay-out. De meeste apparaten beschikten over één grote besturingsknop bestaande uit omhoog, omlaag, links en rechts aan de linkerzijde en gewoonlijk een, en in sommige gevallen twee, knoppen aan de rechterzijde. In de rechterbovenhoek van het apparaat bevonden zich drie knoppen voor het alarm, de tijd en het spel. Sommige modellen hadden de beschikking over een extra, vierde, knop voor 'Spel 2'. Meestal om hetzelfde spel te spelen met een hogere moeilijkheidsgraad. Er werden verschillende modellen vervaardigd waarbij sommige apparaten uit twee scharnierende schermen bestonden.

## Geschiedenis
Nintendo's Game & Watch-serie werd uiteindelijk opgevolgd door draagbare spelsystemen zoals de Nintendo Game Boy. Het grote nadeel van de Game & Watch-serie was dat elk apparaat slechts één spel kon spelen doordat het lcd-scherm was voorbedrukt met beelden die voor het desbetreffende spel noodzakelijk waren. De Game Boy en andere draagbare opvolgers waren in staat vele verschillende spellen (middels uitwisselbare spelcartridges) te spelen, en maakten eveneens gebruik van een meer flexibel en verfijnd dot matrix-scherm en boden een betere geluidskwaliteit.

## Nalatenschap
De Game & Watch-serie maakten handzame lcd-spellen enorm populair. Vele andere speelgoedfabrikanten volgden met rasse schreden de voetstappen die door het succes van de Game & Watch-serie waren achtergelaten, waaronder Tiger Electronics met hun op Star Wars gethematiseerde spellen. Maar ook Bandai, Casio, Gakken en Mattel begaven zich op de markt van elektronische lcd-spellen.
De spellen uit de Game & Watch-serie werden gewilde verzamelobjecten onder andere door de opkomst van verzamelwebsites aan het eind van de 20e eeuw en begin van deze eeuw. De Game & Watch handzame spelcomputers zijn een van de meest gewilde verzamelobjecten in zijn soort.
Vele verzamelaars hebben tevens ontdekt dat Nintendo's Game & Watch-serie in verschillende landen onder andere merknamen werden uitgegeven, met als resultaat dat er vele verschillende verpakkingsdozen bestaan voor één en hetzelfde spel. Deze zijn een zeldzaamheid geworden en mede daardoor ook gewilde verzamelobjecten.

## Evolutie
Een typisch Game & Watch-spel had een horizontale oriëntatie, met actieknoppen aan beide zijden van het scherm. Terwijl de originele Game Boy en Game Boy Color verticaal georiënteerd waren (met het besturingsmechanisme en de knoppen onder het scherm), was de originele Game Boy Advance horizontaal georiënteerd. En dus, kon de horizontale oriëntatie van de GBA worden gezien als verwijzing naar de horizontaal georiënteerde, eenschermige Game & Watch-spellen. Nintendo viel opnieuw terug op het horizontale ontwerp met introductie van de Game Boy Micro.
Zoals eerder opgemerkt, gebruikten vele spellen uit de Game & Watch-serie een dubbel scherm. Dit ontwerp leeft voort met de Nintendo DS. Niet alleen is het gebruik van de dubbele schermen een herinnering aan de Game & Watch-serie, ook het gebruikte klapmechanisme herinnert hieraan.
De spellen uit de Game & Watch-serie kregen een nieuwe kans op succes met de introductie van de Game & Watch Gallery voor de Game Boy Color en Game Boy Advance. Zij bestaan uit de originele spelconversies, naast nieuwe en gemoderniseerde versies.

## Game & Watch speloverzicht
Een overzicht van Game & Watch-spellen gerubriceerd op formaattype, modelnummer en introductiedatum (indien bekend).

### Silver
- Ball (AC-01, 28 april 1980)
- Flagman (FL-02, 5 juni 1980)
- Vermin (MT-03, 10 juli 1980)
- Fire (RC-04, 31 juli 1980)
- Judge (IP-05, 4 oktober 1980)

### Gold
- Manhole (MH-06, 29 januari 1981)
- Helmet (CN-07, 21 februari 1981)
- Lion (LN-08, 28 april 1981)

### Wide Screen
- Parachute (PR-21, 19 juni 1981)
- Octopus (OC-22, 16 juli 1981)
- Popeye (PP-23, 5 augustus 1981)
- Chef (FP-24, 8 september 1981)
- Mickey Mouse (MC-25, 9 oktober 1981)
- Egg (EG-26, 16 oktober 1981)
- Fire (FR-27, 4 december 1981)
- Turtle Bridge (TL-28, 1 februari 1982)
- Fire Attack (D-29, 26 maart 1982)
- Snoopy Tennis (SP-30, 28 april 1982)

### New Wide Screen
- Donkey Kong Jr. (DJ-101, 26 oktober 1982)
- Mario's Cement Factory (ML-102, 16 juni 1983)
- Manhole (NH-103, 24 augustus 1983)
- Tropical Fish (TF-104, 6 juli 1985)
- Super Mario Bros. (YM-105, 8 maart 1988)
- Climber (DR-106, 8 maart 1988)
- Balloon Fight (BF-107, 8 maart 1988)
- Mario the Juggler (MJ-108, 14 oktober 1991)

### Multi Screen
- Oil Panic (OP-51, 28 mei 1982)
- Donkey Kong (DK-52, 3 juni 1982)
- Mickey & Donald (DM-53, 12 november 1982)
- Greenhouse (GH-54, 6 december 1982)
- Donkey Kong II (JR-55, 7 maart 1983)
- Mario Bros. (MW-56, 14 maart 1983)
- Rain Shower (LP-57, 17 augustus 1983)
- Life Boat (TC-58, 21 oktober 1983)
- Pinball (PB-59, 5 december 1983)
- Black Jack (BJ-60, 15 februari 1985)
- Squish (MH-61, 17 april 1986)
- Bombsweeper (BD-62, 15 juni 1987)
- Safebuster (JB-63, 6 januari 1988)
- Goldcliff (MV-64, 19 oktober 1988)
- Zelda (ZL-65, 26 augustus 1989)

### Tabletop

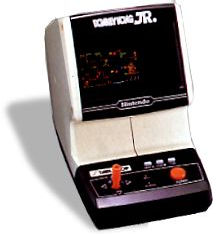
Tabletop Donkey Kong Jr. (CJ-71) (1982)

- Donkey Kong Jr. (CJ-71, 28 april 1983)
- Mario's Cement Factory (CM-72, 28 april 1983)
- Snoopy (SM-73, 5 juni 1983)
- Popeye (PG-74, 17 augustus 1983)

### Panorama

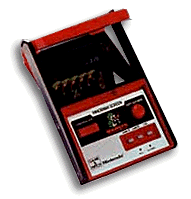
Panorama Mario's Bombs Away (PB-94) (1983)

### SuperColor
- Spitball Sparky (BU-201, 7 februari 1984)
- Crab and Grab (UD-202, 21 februari 1984)

### Micro VS.
- Boxing (BX-301, 31 juli 1984)
- Donkey Kong 3 (AK-302, 20 augustus 1984)
- Donkey Kong Hockey (HK-303, 13 november 1984)

### Crystal Screen
- Super Mario Bros. (YM-801, 3 juli 1986)
- Climber (DR-802, 22 juli 1986)
- Balloon Fight (BF-803, 18 november 1986)
- Tetris Jr. (onb., nooit uitgebracht)

### Special Edition
- Super Mario Bros. (YM-901, augustus 1987)

### Trivia
- Tegenwoordig leeft Game & Watch ook nog voort in de Nintendo-spellen "Super Smash Bros. Brawl", "Super Smash Bros. for Wii U/3DS", "Super Smash Bros. Melee" en "Super Smash Bros. Ultimate", waarin gespeeld kan worden als Mr. Game & Watch. Hij beweegt ook net zoals in de oude spellen werd gedaan, dus zonder vloeiende bewegingen.